# Xysticus diversus
Xysticus diversus är en spindelart som först beskrevs av John Blackwall 1870.  Xysticus diversus ingår i släktet Xysticus och familjen krabbspindlar. Inga underarter finns listade i Catalogue of Life.